# Digitalis subalpina
Digitalis subalpina är en grobladsväxtart som beskrevs av Braun-blanquet. Digitalis subalpina ingår i släktet fingerborgsblommor, och familjen grobladsväxter. Inga underarter finns listade i Catalogue of Life.